# Jean-Marie Akandabo Imbay
Jean-Marie Akandabo Imbay, né le 30 juin 1971 à Bayenga, dans la province de l'Ituri en république démocratique du Congo, est un homme politique membre du parti Union pour la démocratie et le progrès social (UDPS) - Tshisekedi. Il est actuellement député à l'Assemblée nationale, représentant la circonscription de Mambasa depuis mai 2024.

## Biographie
Jean-Marie Akandabo Imbay est un homme politique congolais, originaire de la province de l'Ituri, plus précisément de Bayenga. Né le 30 juin 1971, il est activement engagé dans la politique de la république démocratique du Congo, notamment au sein de l'Union pour la démocratie et le progrès social (UDPS), un parti historique dirigé par le président Félix Tshisekedi.
Avant son élection au Parlement, Akandabo Imbay s'est distingué dans diverses activités sociales et politiques au niveau local, où il a travaillé à promouvoir les droits de l'homme et à renforcer la démocratie dans sa région d'origine.

## Carrière politique
Le 24 mars 2023, Jean-Marie Akandabo Imbay a appelé la population de l'Ituri et du Nord-Kivu à soutenir les FARDC dans leur lutte contre l'insécurité. Il a salué leurs efforts pour protéger la population et soutenu les initiatives de paix du président Félix Tshisekedi, notamment l’état de siège. Il a encouragé à dénoncer les activités suspectes pour neutraliser les groupes armés et a souligné la situation humanitaire difficile dans ces régions, marquées par plus de 6000 morts et de nombreux déplacés.
Le 12 avril 2024, il a annoncé sa candidature au poste de premier vice-président de l'Assemblée nationale. Soutenu par les leaders politiques de la grande orientale.
Le 25 août 2024, Jean-Marie Akandabo Imbay, député national, a rencontré pour la première fois la population de Mambasa en Ituri, quelques mois après la validation de son élection par la Cour constitutionnelle. Lors de cette « fête de reconnaissance », il a exprimé sa gratitude envers ses électeurs et les a rassurés de sa détermination à bien les représenter au niveau national. Il a également sollicité leur soutien inconditionnel et leurs prières pour l'accompagner dans son mandat.

## Propositions de lois
Jean-Marie Akandabo Imbay a initié plusieurs propositions de lois visant à améliorer la gestion publique, le système de santé, ainsi que l'accès à l'éducation dans sa province de l'Ituri et à travers le pays. Il est également engagé dans des projets de loi portant sur la réconciliation et la paix dans les régions touchées par les conflits armés, comme l'Ituri.